# Pusztahodos
Pusztahodos (Hodișel), település Romániában, a Partiumban, Bihar megyében.

## Fekvése
Tenkétől délkeletre, a Béli-hegység alatt, Olcsa, Havaspoklos és Csontaháza közt fekvő település.

## Története
Pusztahodos, Hódos nevét 1580-ban említette először oklevél Kyshodos néven.
1692-ben Kis Hodos, 1808-ban Hodosel, 1913-ban Pusztahodos néven írták. 
Pusztahodos, Puszta-Hodisel egykori birtokosa a nagyváradi 1. számú püspökség volt, amely még a 20. század elején is birtokosa volt. 
1851-ben Fényes Elek írta a településről:
... Csontaháza mellett, hegyes vidéken, a váradi deák püspök béli
uradalmában: 600 óhitü lakossal, 400 hold szántó, 200 hold kaszáló földekkel, szép erdővel.
1910-ben 544 lakosából 10 magyar, 533 román volt. Ebből 8 görögkatolikus, 526 görögkeleti ortodox volt.
A trianoni békeszerződés előtt Bihar vármegye Béli járásához tartozott.